# راي فاركهارسون
راي فليتشر فاركهارسون (بالإنجليزية: Ray Farquharson)‏ طبيب وأستاذ جامعي وباحث كندي حائز على وسام الإمبراطورية البريطانية، وهي رتُبة فائقة الامتياز ضمن الإمبراطورية البريطانية. وُلد في كاليدون بأونتاريو في 4 أغسطس 1897. درس ثم عمل مدرسًا بجامعة تورنتو معظم حياته، كما تدرب وعمل بمستشفى تورونتو العام. بمُساعدة الباحث أرثر سكوايرز، تمكن فاركهارسون من اكتشاف ظاهرة فاركهارسون، من المبادئ المُهمة في علم الغدد الصماء، والتي تعني بأن حقن الهرمونات خارجيًا يُثبط الإنتاج الطبيعي لهذا الهرمون بالجسم.
خدم خلال الحربين العالميتين الأولى والثانية، وتقلّد رتبة الإمبراطورية البريطانية عن عمله الطبي. كما ترأس لجنة البنسلين الكندية وخدم مستشارًا طبيًّا في سلاح الجو الملكي الكندي. ومُنح قلادة التتويج الملكي في عام 1953 عن أعماله في لجنة المُراجعة الدفاعية. كما كان عضواً مؤسسّاً للكلية الملكية للأطباء والجراحين بكندا.
شارك فاركهارسون بصورة كبيرة في البحث والتعليم الطبي الكندي. وبصفته عضو في المجلس الوطني للبحوث بكندا، أدى تقرير فاركهارسون إلى إنشاء المعهد الكندي للبحوث الصحية، والذي كان هو أول رئيس له. نال العديد من الشهادات الفخرية من الجامعات الكندية، وخدم في أول لجنة مديرين لجامعة يورك. وتُوفي في أوتاوا في 1 يونيو 1965، تاركًا زوجة وبنتان. وفي عام 1998، أُضيف فاركهارسون لقاعة مشاهير الطب الكنديين.

## حياته المُبكرة وتعليمه

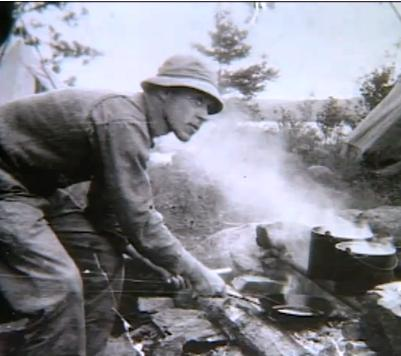
فاركهارسون أثناء تدريبه خلال الحرب العالمية الأولى.

وُلد فاركهارسون بمدينة كلود بأونتاريو، بلدة صغيرة بالشمال الغربي لمدينة تورنتو، في الرابع من أغسطس عام 1897. والده هو القس المشيخي ريفيرند وليام فاركهارسون، ووالدته هي أنِّي ماكدونالد كوتس. أصبح أخوه تشارلز طبيبًا أيضًا، بينما أصبح أخوه الآخر روبيرت رئيس التحرير في جريدة جلوب آند ميل وأصبح فيما بعد مستشارًا بالسفارة الكندية بأمريكا. تلقى فاركْوي، كما كان يُلقبه أصدقائه، تعليمه الأساسي بمدينة دورهم وتخرج من معهد هاربورد بتورنتو. بعدها بفترة قصيرة، التحق بمدرسة الطب بجامعة تورنتو وذلك قبل أن يُجَنَّد بالجيش الكندي في 15 مايو 1918، ليخدم كمدفعجي بسلاح المدفعية الكندية (المجموعة 67). لم يقم بالخدمة خارج الدولة، واُسْتُدْعِي من الجيش ليُكمل دراسته حتى تخرج عام 1922. واستكمل مسيرته بالدراسات العليا في العديد من المجالات خلال الفترة ما بين 1922 وحتى 1927، وذلك أثناء خدمته كمُتدرب ومُقيم بمستشفى تورونتو العام حيث تلقى تعليمه من دنكان أرشيبالد جراهام.
مُنح فاركهارسون درجة الزمالة بمستشفى ماساتشوستس العام، حيث عمل مع جوزيف تشارلز أوب وويليام سالتر، وأيضًا بجامعة هارفارد قبل أن يُصبح مُدرسًا مساعدًا بجامعة تورنتو. قام فاركهارسون بنشر أبحاث عن إفراز الكالسيوم كاستجابة لزيادة الحامضية بالجسم وعلاج الكبد (استهلاك الكبد) كعلاج لانحلال الحبل الشوكي. وفي عام 1931، تزوج فاركهارسون من كريستينا جاين فراسر، وأنجبا ابنتين: هيلين، التي أصبحت فيما بعد أخصائية أمراض الدم، وكاثرين جاين.

## حياته المهنية
بالإضافة إلى التدريس بجامعة تورنتو، عمل فاركهارسون مُستشارًا طبيًا، كما اكتسب لقب طبيب الأطباء لقيامه بعلاج أطباء آخرين. وفي عام 1934، أصبح رئيسًا لقسم علم المُداواة بتورنتو. واستمر فاركهارسون في نشر نتائج أبحاثه في مُختلف الموضوعات، بما في ذلك فقدان الشهية العصابي. كان فاركهارسون عضو مُؤسس للكلية الملكية للأطباء والجراحين بكندا، التي أشرفت على كافة الدراسات العليا بالتعليم الطبي الكندي؛ وعمل بلجنتها من عام 1939 وحتى عام 1943، وكان رئيسًا للجنة من عام 1945 وحتى عام 1947. قبل الانخراط بالحرب العالمية الثانية، أدلى بشهادته كشاهد طبي خبير في جلسات المحاكم العرفية.

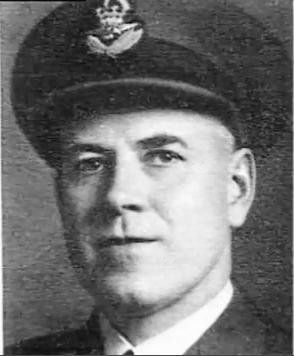
راي فاركهارسون خلال الحرب العالمية الثانية.

في يوم 25 أغسطس 1943، انضم فاركهارسون إلى سلاح الجو الملكي الكندي ووُكِّل بالفرقة الجوية القائدة الأولى، المُتمركزة في ترنتون بأونتاريو. أُرسل للمملكة المتحدة عام 1944 وعاد بعدها بوقتٍ قصير للفرقة الجوية قبل أن يُسَرَّح من الخدمة يوم 22 نوفمبر 1945 برتبة قائد جناح. أثناء الحرب، ترأَّس لجنة البنسلين بكندا، والتي نظمت توزيع البنسلين، مُضاد حيوي حل محل السلفوناميد الذي كان يُستخدم قبل ذلك في الحرب، للقوات المسلحة، وعمل مُستشاراً لمُدير الخدمات الطبية بالقوات الجوية الملكية الكندية. كما كان يُستشار في الأمور الطبية من الأقسام الأخرى بالقوات المُسلحة الكندية وعدة جمعيات طبية للحلفاء. وأشرف على التجارب الطبية التي تتضمن العلاج بالبنسلين بمستشفيات أونتاريو فيما بين عامي 1943 و 1944، عُيِّنَ مُديراً طبياً مؤقتاً بمُستشفى المُحاربين القدامى بشارع كريستي بأونتاريو. بعد نهاية الحرب الأوروبية، سافر فاركهارسون إلى بلجيكا ليُشرف على قسم العلاج بالبنسلين، ولاحقاً أصبح مُشاركاً في علاج المُحاربين القدامى. وتقديراً لجهوده في الحرب، أصبح فاركهارسون عضواً ضمن رتبة الإمبراطورية البريطانية في يناير 1946. كما خدم أخوه تشارلز في الحربين العالميتين أيضاً.
شغل فاركهاسون منصب المُدير الطبي بمستشفى المُحاربين القدامى بتورنتو ما بين 1945 و 1947، وخدم في نفس الوقت كرئيس للكلية الملكية للأطباء بكندا. في عام 1947، عمل أستاذاً بجامعة تورنتو؛ وإبان تلك الفترة، كان مُديراً لمستشفى تورنتو العام إلى أن تقاعد عام 1960. كان من أشهر مرضاه السياسي الكندي جورج ألكسندر درو الذي نصحه فاركهارسون بأن يستقيل من منصبه كرئيس الحزب التقدمي المحافظ لكندا ومن قيادته للمعارضة عقب إصابته بالتهاب السحايا؛ قام درو بفعل ذلك، وتبعه في قيادة الحزب جون ديفينباكر، الذي أصبح فيما بعد رئيساً للوزراء بكندا. أسس فاركهارسون برامج تدريبية إكلينيكية بمستشفى جامعة الفتيات ومُستشفى سنيبرووك، توسع البرنامج إلى مُستشفى القديس مايكل ومُستشفى غرب تورنتو. كما عَيَّن أول باحثين طبيين بدوام كامل بكلية الطب بجامعة تورنتو وبذلك زاد العدد من أربعين حتى تجاوز المائة. حصل فاركهارسون على زمالة من الكلية الأمريكية للأطباء في عام 1947 وأخرى من الكلية الملكية للأطباء عام 1950. عُيِّن فاركهارسون عضواً في جمعية مُراجعة الحروب الجرثومية، والتي تأسست عام 1950 من قِبَل لجنة البحث الدفاعي، والتي كان عضواً بها من 1949 حتى 1952، وكان يترأسها الدكتور تشارلز بست. وتقديراً لجهوده بالدولة، مُنِحَ ميدالية التتويج الملكية لإليزابيث الثانية عام 1953.
أثناء بحثه في علم الغدد الصماء مع الزميل آرثر سكويرس، اكتشف فاركهارسون ما عُرف فيما بعد باسم ظاهرة فاركهارسون: «أن الإمداد الخارجي المستمر للهرمون يقوم بكبح الإفراز الطبيعي لذلك الهرمون بجسم المريض ويُسبب ضمور مُؤقت بالعضو المسؤول عن إفرازه». أصبحت هذه الظاهرة واحدة من المبادئ الأساسية بعلم الغدد الصماء وعامل محوري بعلم الأسباب المرضية الخاصة بالاختلالات الهرمونية. قدم فاركهارسون مُساهمات بارزة فيما يخص الأنيميا والأيض الثانوي. كما كان أول طبيب كندي يُعلن عن مُتلازمة شيهان، وأول طبيب بشمال أمريكا يُقدم تقريرًا عن مرض سيموند. كمُعلم وباحث، كان فاركهارسون من أول المُبادرين باستخدام الفحص المعملي لدراسة تطور الأمراض؛ لذا عُرف بتبنيه لذلك، ووعيه بالمشاكل النفسية للمريض.
أصبح فاركهارسون عضواً بالمجلس الوطني للبحوث بكندا عام 1951، وفي عام 1957 لُقِّبَ مُديراً لقسم البحث الطبي. في عام 1958، ترأس فاركهارسون لجنة المجلس الخاص المُكلَّفة بتقديم تقرير بحالة البحث الطبي بكندا؛ وكان هذا التكليف بمثابة استجابة لتقرير صدر عام 1957 من اتحاد الجامعات الطبية الكندية لرئيس الوزراء، والتي أشارت إلى أن البحث الطبي بكندا لا يتلقَ الدعم المالي الكافي. أثناء إعداده للتقرير، قام فاركهارسون بزيارة الاتحاد السوفيتي عام 1959 مُمثلاً للجنة البحث الطبي؛ وأبدى فاركهارسون مُلاحظاته عن اهتمام الدولة بالبحث العلمي، وقام بدعوة علماء من السوفيت لزيارة كندا. واختتم فاركهارسون تقريره بأن دعم الحكومة الحالية للبحث العلمي بكندا فشل باستهداف البحث الطبي كنظام مُستقل وأنه غير مدعوم بشكل كافي. أدى تقرير فاركهارسون إلى تشكيل لجنة البحث الطبي بكندا عام 1960، والتي ترأسها حتى وفاته. كرئيس لها، أيَّد فاركهارسون التعليم الطبي المُتقدم المُقدم من خلال أطباء مُتمرسين مع استمرار التعليم من خلال البحث العلمي للأطباء. كما تمكن من زيادة ميزانية المُنظمة للجوائز والمنح من 4 مليون دولار كندي في عام 1963 إلى 9 ملايين بحلول عام 1965.
أصبح فاركهارسون عضواً بمجلس الجامعة الأمريكية للأطباء عام 1958 بعد قضاء ثلاثة أعوام كمُمثل للمُنظمة بمدينة أونتاريو. انضم لأول لجنة مُديرين لجامعة يورك عام 1959، وكان عضواً بالمجلس الأعلى لجامعة تورنتو بنفس العام. نال لقب الزمالة للمجتمع الملكي بكندا عام 1960. كما كان عضواً بعدد من المُنظمات الطبية بكندا والولايات المتحدة، ورئيس أو عضو بعشرين مجموعة من مجموعات البحث الطبي.

## التقاعد والإرث
في عام 1960، نظراً لبلوغه لسن التقاعد الإجباري بجامعة تورنتو، ترك فاركهارسون الجامعة والمُستشفى. وتقديراً لما قدمه لمستشفى تورنتو العام، أُطْلِّق لقب فاركهارسون على وحدة البحث الإكلينيكي عام 1961، كما قامت مُؤسسة فاكهارسون بدعم البحث العلمي الذي تقوده المستشفيات التعليمية بالجامعة. في العام ذاته أيضاً، قام فاركهارسون بزيارة الهند، وأبدى مُلاحظاته على الاحترام الاجتماعي الذي يناله الأطباء هناك. كما استمر فاركهارسون في دفاعه عن دعم الجامعات.
حصل فاركهارسون على جائزة مُؤسسة القلب الوطنية للاستحقاق عام 1960، تبعها حصوله على قلادة اتحاد مُصنعي الأدوية بمُوسسات البحث الطبي الكندية عام 1964، لتقديره الإكلينيكي للمضادات الحيوية وخدماته كمُعلم طبي رائد، وبذلك يُصبح أحد ثمانية عشر شخصاً يحصلون على هذه القلادة. ظهر فاركهارسون على غلاف مجلة الطب الحديث في نوفمبر 1963. مُنح فاركهارسون عدد من الدرجات الفخرية من قِبل عدد من الجامعات الكندية مثل جامعة كولومبيا البريطانية عام 1949؛ وجامعة ساسكاتشوان عام 1957؛ وجامعة لافال عام 1959؛ وجامعة كوينز عام 1960؛ وجامعة ألبرتا عام 1960؛ وجامعة تورنتو عام 1962؛ وجامعة مونتريال عام 1965. كما لُقِّب عضوًا فخرياً بالاتحاد الطبي بمدينة أونتاريو. كما عُيِّن أيضاً فارساً بمنظمة القديس يوحنا بمدينة القدس وزميلاً فخرياً في الجمعية الملكية للطب بلندن.

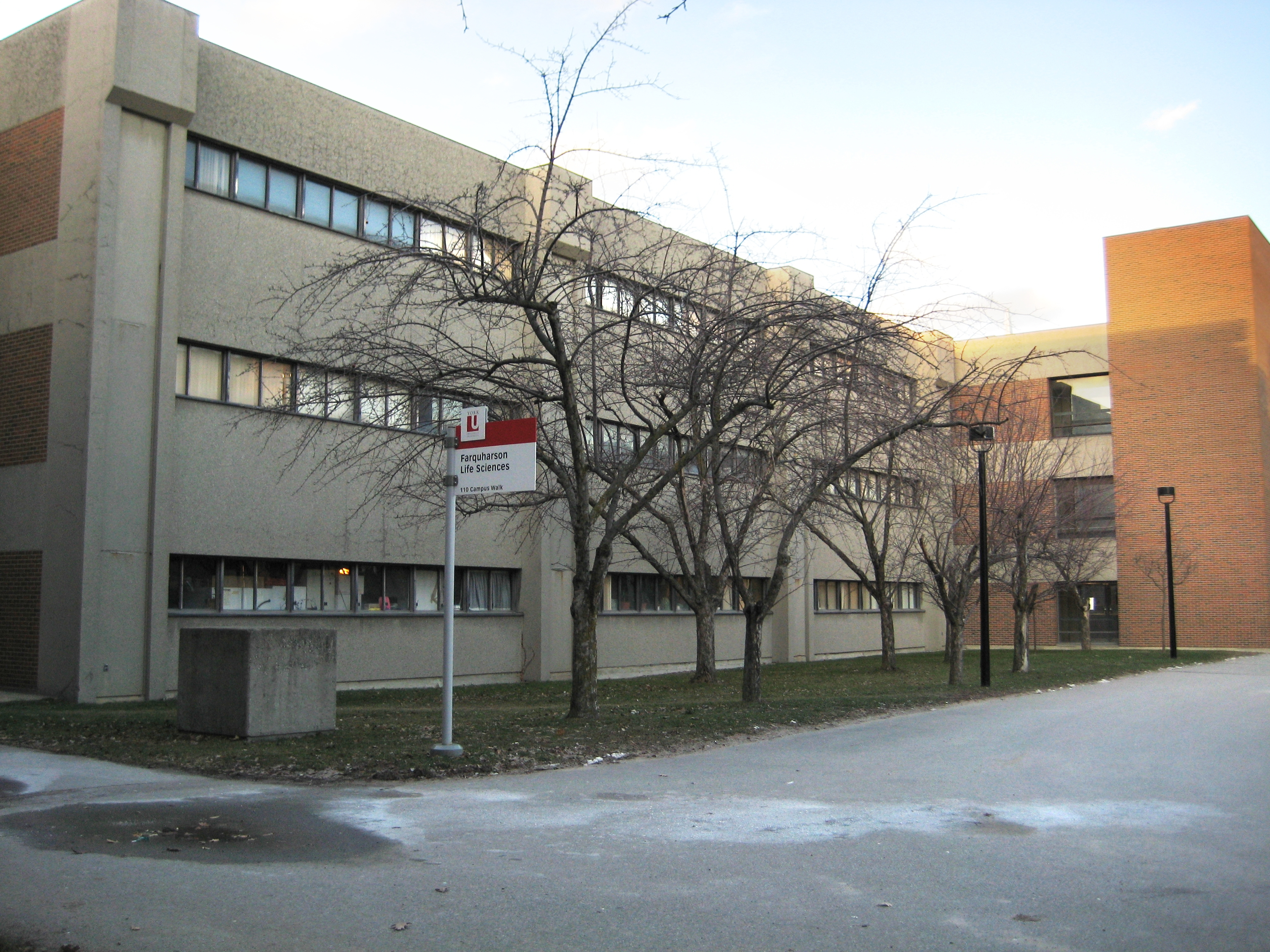
مبنى علوم الحياة لفاركهارسون في جامعة يورك.

تُوفي فاركهارسون في 1 يونيو 1965 بمستشفى أوتاوا المدني عن عمر ناهز الثمانية والستين عاماً جراء إصابته بأزمة قلبية. كان مُتواجداً بأوتاوا لحضور اجتماع مجلس البحث الطبي. وقامت جامعة تورنتو بعقد قداس تذكاري له تقديراً لمُساهماته للجامعة والمجتمع الطبي.
أُطلق اسم فاركهاسون على مبنى علوم الحياة بجامعة يورك. وكان مُخططاً أن يتم إصدار سيرة ذاتية لراي فاركهارسون، ولكنها لم تصدر قط. جُمِّعَت المُحاضرات التذكارية لراي فاركهارسون، والتي قام جون إيجر هوارد من جامعة جامعة جونز هوبكينز بإلقاء أول واحدة منهم عام 1968 عن أيض الكلسيوم. وأُدرج اسم فاركهارسون ضمن قاعة مشاهير الطب الكندية عام 1998 جنباً إلى جنب مع بعض الشخصيات البارزة مثل تومي دوجلاس ونورمان بيثيون وروبرتا بوندار.
وصف ويليام جولدبرج من جامعة ماكماستر فاكهارسون بأنه «كان يُحارب العنصرية كجزء من تدريسه الإكلينيكي» لأنه اقترح أنه لا يجب ذكر سلالة المريض ما لم تكن مُتعلقة بتشخيص حالته؛ كما أنه كان يُكافح مُعادي السامية. ويُعد فاركهارسون واحد من الآباء الروحيين للطب الكندي في كل من البحث الطبي والتدريس. ومما قيل عن فاركهارسون: «لم يتمكن أي كندي من بعد ويليام أوسلر أن يترك أثراً على الممارسة الطبية بعظمة ما صنع فاركهارسون».